# Johann Adam Osiander (teólogo)
Johann Adam Osiander (3 de dezembro de 1622 em Vaihingen an der Enz -  26 de outubro de 1697 em Tübingen) foi um teólogo luterano alemão.

## Vida
Filho do pastor Johann Balthasar Osiander de sua esposa Catharina (nascida Hartmann); seu tataravô foi o reformador alemão Andreas Osiander, o Velho, seu bisavô Lucas Osiander, O Velho foi pregador protestante em Württemberg e o seu avô Johann Osiander (1564–1626) foi Superintendente Geral da Abadia de Adelberg.

## Obras Principais
- Theologia moralis. 1671
- Observationes Maximam partem Theologicæ In Libros Tres De Jure Belli Et Pacis, Hugonis Grotii. 1671
- Theologia casualis. 1682
- Collegium systematicum theologiae universae. 1686
- Commentarius in Pentateuchum. (Comentários sobre o Pentateuco, 1676)
- Commentarius in libros Josue-Samuelis. (Comentários sobre os livros de Josué e Samuel, 1682)
- Collegium Anti-Cartesianum. 1684